# Kapitan Marvel (DC Comics)
Kapitan Marvel (ang. Captain Marvel), zwany również Shazam – fikcyjna postać (superbohater) występująca w serii komiksów wydawanych przez DC Comics.
Jego twórcami byli scenarzysta Bill Parker i rysownik Charles Clarence Beck, którzy wprowadzili go w magazynie Whiz Comics vol. 1 #2 (wydanie z lutego 1940) wydawanym przez Fawcett Comics. Na początku Bill Parker opracował drużynę sześciu bohaterów, której każdy członek był obdarzony własną mocą. Wydawca Ralph Daigh odrzucił tę koncepcję, gdyż uznał, że się ona nie przyjmie, tak więc Parker połączył swoich sześciu bohaterów w jedną postać i nazwał go Captain Thunder, jednak później zmieniono je na Captain Marvel (nazwa Captain Thunder była już zastrzeżona).
Tworząc wizerunek postaci, jego twórcy posłużyli się twarzą popularnego wówczas aktora Freda MacMurraya i przedstawili go w czerwonym stroju z dużym symbolem błyskawicy na piersi i w białej pelerynie z kołnierzem, którą zdobiły motywy złotych kwiatów (peleryna nie była przymocowana do reszty stroju, a jedynie zawieszona na szyi za pomocą złotego sznura). Wzór kostiumu był inspirowany wcześniejszymi projektami Becka, stworzonymi na potrzeby historii na motywach operetki Książę student. Wydawane pierwotnie przez wydawnictwo Fawcett Comics komiksy z udziałem Captain Marvela odniosły sukces i szybko zaowocowały pojawieniem się nowych postaci drugoplanowych i seryjnych filmów, które dodatkowo zwiększyły atrakcyjność bohatera. Ten sukces ostatecznie doprowadził do pozwu wniesionego przez właścicieli komiksów o przygodach Supermana, co odbiło się na serii Captain Marvela.
Z powodu konfliktów prawnych z wydawnictwem Marvel Comics o wykorzystywanie nazwy postaci (Marvel Comics posiada superbohatera o takiej samej nazwie), DC Comics przemianowało go po restarcie swoich serii wydawniczych (New 52) w 2011 na Shazam.
Jego alter ego to William Joseph „Billy” Batson, nastoletni chłopiec, który poprzez wypowiedzenie magicznego zaklęcia „Shazam”  przeistacza się w superbohatera o ogromnej sile i zdolności latania. Słowo stanowi akronim imion sześciu bogów i bohaterów starożytnego świata: Salomon daje bohaterowi mądrość, siłę Herkules, wytrwałość Atlas, moc Zeus, odwagę Achilles, a szybkość Merkury.
W zestawieniu 100 największych komiksowych bohaterów serwisu internetowego IGN, Captain Marvel zajął pięćdziesiąte miejsce.

## Historia
Po sukcesie Supermana wydawanego przez National Comics (obecnie DC Comics), Fawcett Publications postanowiło rozpocząć publikację własnych komiksów. W 1939, artysta C. C. Beck i pisarz Bill Parker stworzyli postać "Kapitana Thundera" (ang. Captain Thunder) i przedstawili ją we Flash Comics #1. W drugim wydaniu Flash Comics zostało przemianowane na Whiz Comics, a artysta Pete Costanza zaproponował zmianę imienia bohatera na Captain Marvelous co zostało następnie skrócone do Captain Marvel. Superbohater pod tym przydomkiem pojawił się właśnie w Whiz Comics #2.
W 1941 roku, National Comics oskarżyło Fawcett Comics o naruszenie praw autorskich, twierdząc, że Kapitan Marvel jest wzorowany na Supermanie (National Comics Publications v. Fawcett Publications). Po siedmiu latach sporów, w 1948 roku rozpoczął się proces. Zdaniem wydawców komiksów o Supermanie postać Captain Marvela za bardzo przypominał ich superbohatera (m.in. zakres mocy, oraz posiadanie łysego wroga, podobnego do Lexa Luthora). Sprawa zakończyła się w roku 1951 na korzyść Fawcett. Sędzia uznał, że postać Supermana we wczesnych wydaniach nie była wystarczająco dobrze chroniona prawami autorskimi. Po odwołaniu, sąd orzekł, że prawa autorskie National Comics nie wygasły, a Kapitan Marvel nie narusza praw do Supermana, natomiast kopiuje niektóre historie z komiksu DC. Wystarczyło to, by Fawcett Comics zgodziło pójść na ugodę, co doprowadziło do zrzeczenia się praw do postaci Kapitana Marvela, oraz do wypłacenia odszkodowania w wysokości 400000 dolarów. Niedługo potem Fawcett zaprzestało publikacji wszelkich komiksów, w związku ze zbyt małą sprzedażą.
W 1972, DC Comics kupiło licencję na postać Kapitana Marvela, jednak w międzyczasie Marvel Comics zastrzegło nazwę i rozpoczęło publikację komiksów z własną postacią o tym pseudonimie. W związku z tym DC postanowiło wydawać swoją serię pod tytułem "SHAZAM!".

## Opis postaci
Po tym jak rodzice młodego Billy'ego Batsona zostali zamordowani przez ich asystenta Theo Adama (okazał się on być starożytnym złoczyńcą Teth-Adamem, lepiej znanym jako Black Adam), chłopak i jego siostra Mary zostali rozdzieleni. Trafił on do swojego wujka - Ebezenera Batsona, który po pewnym czasie wyrzucił Billy'ego z domu i zagarnął spadek po jego rodzicach. Zmuszony do życia na ulicach, przetrwał dzięki pracy jako sprzedawca gazet. Pewnego dnia chłopak spotkał tajemniczego, zamaskowanego mężczyznę, który zaprowadził go do nieznanej mu części metra. Billy wraz z nieznajomym wsiedli do pociągu metra, który zabrał ich głęboko pod ziemię, do tajemniczej groty. Znajdowało się w niej siedem posągów, przedstawiających Siedem Śmiertelnych Wrogów Człowieka (Pycha, Zawiść, Chciwość, Nienawiść, Egoizm, Lenistwo i Niesprawiedliwość) oraz czarownik o imieniu Shazam. Shazam wybrał Billy'ego na swojego następcę i obdarował go mocą starożytnych: Salomona, Herkulesa, Atlasa, Zeusa, Achillesa i Merkurego. Od tego momentu gdy Billy Batson wypowiada zaklęcie SHAZAM, magiczna błyskawica przemienia go w Kapitana Marvela.

## Antagoniści
- Black Adam
- Doctor Sivana
- Captain Nazi
- Mister Mind
- Mister Atom
- Ibac
- Sabbac

## Komiksy o Kapitanie Marvelu wydane w Polsce
Postać Kapitana Marvela pojawia się w komiksach z uniwersum DC Comics 
wydanych w Polsce (m.in. w Sprawiedliwości). W 2015 roku Egmont Polska wydał w zbiorczym tomie 
przygody bohatera w ramach kolekcji Nowe DC Comics!, zatytułowane Shazam! (scenariusz: Geoff Johns, rysunki: Gary Frank).

## Adaptacje

### FilmDC Extended Universe
Pierwsza kinowa adaptacja komiksów o Shazamie pojawiła się w kinach w kwietniu 2019, jako część franczyzy DCEU.

### Seriale i filmy telewizyjne
- Adventures of Captain Marvel - reż. William Witney, John English (1941)
- Shazam! - reż. Robert Chenault, Robert Douglas (1974-1976)
- The Secrets of Isis - twórca: Marc Richards (1975-1977)
- Legends of the Superheroes - reż. Chris Darley, Bill Carruthers (1979)

### Seriale animowane
- The Kid Super Power Hour with Shazam! (1981-1982)
- Liga Sprawiedliwych Bez Granic (Justice League Unlimited)  (2004-2006)
- Batman: Odważni i bezwzględni (Batman: The Brave and the Bold) (2008-2011)
- Liga Młodych (Young Justice) (2011-2013)

### Filmy animowane
- Superman/Batman: Wrogowie publiczni (Superman/Batman: Public Enemies) - reż. Sam Liu (2009)
- Liga Sprawiedliwych: Kryzys na dwóch Ziemiach (Justice League: Crisis on Two Earths) – reż. Lauren Montgomery, Sam Liu (2010)
- Superman/Shazam!: The Return of Black Adam - reż. Joaquim Dos Santos (2010)
- Justice League: The Flashpoint Paradox - reż. Jay Oliva (2013)
- Justice League: War - reż. Jay Oliva (2014)
- Justice League: Throne of Atlantis - reż. Jay Oliva, Ethan Spaulding (2014)

### Gry komputerowe
- Mortal Kombat vs. DC Universe - na platformy: PlayStation 3 i Xbox 360 (2008)
- Batman: The Brave and the Bold – The Videogame - na platformy: Wii, Nintendo DS (2010)
- DC Universe Online - na platformy: PlayStation 3 i Microsoft Windows (2011)
- Lego Batman 2: DC Super Heroes - na platformy: PlayStation 3, PlayStation Vita, Wii, Xbox 360, Nintendo DS i Microsoft Windows (2012)
- Injustice: Gods Among Us - na platformy: Microsoft Windows, PlayStation 3, Xbox 360 i Wii U (2013)
- Infinite Crisis - na platformy: Microsoft Windows (2013)
- Lego Batman 3: Beyond Gotham - na platformy: PlayStation 3, PlayStation 4, PlayStation Vita, Xbox 360, Xbox One, Wii U, Nintendo 3DS, iOS, OS X i Microsoft Windows (2014)